# Talol
Talol es una localidad mexicana, localizada en el municipio de San Felipe Orizatlán en el estado de Hidalgo.

## Toponimia
En náhuatl Tlal-olin, tlalli, tierra, olin, movimiento: “Tierra que se mueve”.

## Geografía
Se encuentra en la región geográfica de la Huasteca hidalguense; a la localidad le corresponden las coordenadas geográficas 21° 06’ 56.301” de latitud norte y 98° 37’ 28.853” de longitud oeste, con una altitud de 297 m s. n. m. Cuenta con un clima semicálido húmedo con lluvias todo el año.
En cuanto a fisiografía se encuentra en la provincia de la Sierra Madre Oriental, dentro de la subprovincia del Carso Huasteco; su terreno es de sierra. En lo que respecta a la hidrología se encuentra posicionado en la región del Pánuco, dentro de la cuenca el río Moctezuma, y la subcuencas del río San Pedro.

## Demografía
En 2020 registró una población de 1172 personas, lo que corresponde al 3.04 % de la población municipal. De los cuales 584 son hombres y 588 son mujeres.
| Gráfica de evolución demográfica de Talol entre 1900 y 2020 |
|                                                             |
| Población registrada por los censos y conteos del INEGI.    |